# Shaun Le Roux
Pour les articles homonymes, voir Le Roux.
Shaun Le Roux, né le 27 septembre 1986 au Cap, est un joueur professionnel de squash représentant l'Afrique du Sud. Il atteint en mars 2015 la 37e place mondiale sur le circuit international, son meilleur classement. Il est champion d'Afrique du Sud en 2014.

## Palmarès

### Titres
- Championnats d'Afrique du Sud : 2014